# Keio Challenger 2017
Il Keio Challenger 2017 è stato un torneo di tennis facente parte della categoria ATP Challenger Tour nell'ambito dell'ATP Challenger Tour 2017 e dell'ITF Women's Circuit 2017. È stata la 12ª edizione del torneo che si è giocato a Yokohama in Giappone dal 6 al 12 marzo 2017 su campi in cemento e aveva un montepremi di $50,000+H per il circuito maschile e di $25,000 per il circuito femminile.

## Partecipanti singolare maschile

### Teste di serie
| Nazionalità   | Giocatore          | Ranking* | Testa di serie |
| ------------- | ------------------ | -------- | -------------- |
| Giappone      | Yūichi Sugita      | 114      | 1              |
| Giappone      | Henri Laaksonen    | 122      | 2              |
| Corea del Sud | Lee Duck-hee       | 135      | 3              |
| Giappone      | Gō Soeda           | 136      | 4              |
| Slovenia      | Grega Žemlja       | 150      | 5              |
| Belgio        | Ruben Bemelmans    | 152      | 6              |
| Cina          | Zhang Ze           | 157      | 7              |
| Australia     | Andrew Whittington | 164      | 8              |

- Ranking al 20 febbraio 2017.

### Altri partecipanti
Giocatori che hanno ricevuto una wild card:
- Sora Fukuda
- Masato Shiga
- Kaito Uesugi
- Yosuke Watanuki

Giocatori che sono passati dalle qualificazioni:
- Brydan Klein
- Kwon Soon-woo
- Blake Mott
- Takuto Niki

Giocatori che hanno ricevuto un entry con una esenzione speciale:
- Lloyd Harris

Giocatori che hanno ricevuto un entry con un protected ranking:
- Cedrik-Marcel Stebe

## Partecipanti singolare femminile

### Teste di serie
| Nazionalità | Giocatore         | Ranking* | Testa di serie |
| ----------- | ----------------- | -------- | -------------- |
| Giappone    | Miyu Katō         | 201      | 1              |
| Regno Unito | Laura Robson      | 207      | 2              |
| Giappone    | Akiko Ōmae        | 229      | 3              |
| Giappone    | Mayo Hibi         | 230      | 4              |
| Giappone    | Shiho Akita       | 246      | 5              |
| Giappone    | Junri Namigata    | 256      | 6              |
| Kazakistan  | Galina Voskoboeva | 257      | 7              |
| Giappone    | Kyōka Okamura     | 259      | 8              |

- Ranking al 27 febbraio 2017.

### Altri partecipanti
Giocatrici che hanno ricevuto una wild card:
- Sumina Eshiro
- Hayaka Murase
- Megumi Nishimoto
- Suzuho Oshino

Giocatrici che sono passate dalle qualificazioni:
- Haruna Arakawa
- Erina Hayashi
- Miyabi Inoue
- Haruka Kaji
- Rio Kitagawa
- Mai Minokoshi
- Ramu Ueda
- Aki Yamasoto

## Vincitori

### Singolare maschile
Yūichi Sugita ha battuto in finale  Kwon Soon-woo con il punteggio di 6–4, 2–6, 7–6(2).

### Doppio maschile
Marin Draganja /  Tomislav Draganja hanno battuto in finale  Joris De Loore /  Luke Saville con il punteggio di 4–6, 6–3, [10–4].

### Singolare femminile
Akiko Ōmae ha battuto in finale  Mayo Hibi con il punteggio di 7–5, 6–2.

### Doppio femminile
Ayaka Okuno /  Erika Sema hanno battuto in finale  Kanako Morisaki /  Minori Yonehara con il punteggio di 6–4, 6–4.